# Gustav Kalb
Heinrich Gustav Kalb (* 17. Januar 1844 in Torna; † 19. Juni 1926 in Gera) war ein deutscher Lehrer und Politiker.

## Leben
Kalb war der Sohn einer kinderreichen Bauernfamilie in Torna. Er war evangelisch-lutherischer Konfession und heiratete am 21. Juli 1868 in Wiedemar bei Zörbig Henriette Berta Hellriegel (* 10. Januar 1844 in Bitterfeld; † 20. Juli 1928 in Gera), die Tochter des Weißbäckermeisters Johann Friedrich Hellriegel in Bitterfeld.
Kalb erhielt Privatunterricht bei einem Pfarrer zur Vorbereitung auf das Lehrerseminar in Weißenfels, welches er 1862 bis 1866 besuchte. 1865 wurde er Elementarlehrer in Zörbig bei Bitterfeld, 1871 bis 1906 war er zunächst Elementarlehrer und dann Lehrer an der Ersten Knabenschule in Gera. Seit 1876 war er zugleich Zeichenlehrer an der Mädchen-Mittelschule in Gera. 1873 erwarb er das Bürgerrecht in Gera. 1891 wurde ein Disziplinarverfahren gegen ihn eingeleitet, da er gegen die Erhöhung des Schulgeldes protestiert hatte.

## Politik
Kalb vertrat linksliberale Positionen und war Mitglied der DFP, ab 1884 der DFsP, seit 1893 der FrVP. 1890 und 1903 kandidierte er erfolglos im Reichstagswahlkreis Reuß jüngerer Linie. Bei der Reichstagswahl 1903 war er der gemeinsame Kandidat aller anderen Parteien gegen den Sozialdemokraten Emanuel Wurm. Er war der regionale Führer der FrVP und seit 1900 Parteivorsitzender in Gera. Er war auch Vorsitzender des Geraer und des Thüringer Lehrervereins und seit 1876 Mitglied der Hirsch-Dunckerschen Gewerkschaftsvereine.
1894 bis 1902 und 1906 bis 1919 war er Mitglied des Gemeinderats der Stadt Gera und dort ab 1908 erster Stellvertreter. Vom 31. Oktober 1886 bis zum 16. September 1892, vom 19. März 1895 bis zum 26. September 1901 und vom 27. Oktober 1907 bis zum 29. September 1910 war er Mitglied im Landtag Reuß jüngerer Linie.